# Ân Giao
Ân Giao (tiếng Trung: 殷郊) là một trong những thần hộ pháp của Đạo giáo, đồng thời cũng xuất hiện trong tiểu thuyết thần ma Phong thần diễn nghĩa của Lục Tây Tinh.

## Pháp hiệu
Ân Giao là hộ pháp, đứng đầu 60 vị Thái tuế thần, được gọi là Thái Tuế thống lĩnh Ân nguyên soái (太歲統領殷元帥), Chí Đức chân quân (至德真君). Trong một số phiên bản của Phong thần bảng, Ân nguyên soái là một trong Tứ đại Hộ pháp nguyên soái, đứng đầu 36 thiên tướng dưới quyền Huyền Thiên thượng đế (có nhiều phiên bản, bao gồm Ôn, Khang, Ân, Mã, Triệu, Vương, Lý, Cao, Chu, Tạ, Trương, Tiêu, Lưu, Liên, Nhạc).
Các pháp hiệu khác bao gồm:
- Thần Uy Mạc Trắc Chí Đức Quyết Thượng Vũ Quang Uy Lực tổng tinh thiên tôn (神威莫測至德決上武光威力總星天尊)
- Địa Tư Đãng Hung Viện Đô Lôi Sát Ma Phạt Yêu thống hạt Trị Niên Tuế quân đại nguyên soái (地司盪凶院都雷殺魔伐妖統轄值年歲君大元帥)
- Tổng Lĩnh Thái Tuế Thống Hạt Chư Tinh Chí Đức Huyền Uy chân quân (總領太歲統轄諸星至德玄威真君)
- Bắc Cực Ngự Tiền Hiển Linh Thể Đạo Trợ Pháp Quắc Tinh Diệt Ma Địa Tư Thái Tuế Chủ Lại Đại Uy Lực Chí Đức nguyên soái (北極御前顯靈體道助法馘精滅魔地司太歲主吏大威力至德元帥)
- Thượng Thanh Tam Giới Du Dịch Tư Bắc Đế Ngự Tiền Chưởng Quản Thiên Tinh Địa Diệu Thống Sát Lôi Vương Đô Thiên Bách Giải Thái Tuế Chí Đức Võ Quang Thượng Tương đại nguyên soái (上清三界游奕司北帝御前掌管天星地曜統煞雷王都天百解太歲至德武光上將大元帥)
- Đô Thiên Củ Sát Trừ Ma Đãng Hung Chí Đức Thượng Quang Đô Lôi Trường Tinh Thái Tuế Thống Lĩnh đại nguyên soái (都天糾察除魔盪凶至德上光都雷長星太歲統領大元帥)

## Giới thiệu
Tên gọi Ân Giao vốn là chỉ vùng đất rìa thủ đô nhà Thương, nơi Thương Dung đón xa giá Cơ Xương, được ghi chép sớm nhất trong sách thời Tấn. Đến thời Tống, tên gọi Ân Giao và Ân nguyên soái mới được dùng như tên người.
Trong Thái Thượng tam động thần chú, một cuốn kinh điển của Đạo giáo thời Tống, có mục Triệu Ân nguyên soái chú ở quyển thứ 5. Năm 1274 thời Tống, thần hiệu Ân nguyên soái được ghi lại trong sách Thiên tâm địa tự đại pháp của Bành Nguyên Thái (chép lại trong Đạo pháp hội nguyên).
Thời Nguyên, sách Tam giáo sưu thần đại toàn của Tần Tử Tấn ghi lại sự tích "Thái tuế Ân nguyên soái" cơ bản giống với những ghi chép trong tiểu thuyết Phong thần diễn nghĩa. Đây có thể xem là nguồn tư liệu chính để Lục Tây Tinh tạo ra nhân vật Ân Giao trong tiểu thuyết.

## Trong văn học
Trong tiểu thuyết Phong thần diễn nghĩa, Ân Giao là con trai cả của Trụ vương và Khương hoàng hậu. Do câm hờn Khương hoàng hậu, Đát Kỷ bày mưu cùng Phí Trọng và Vưu Hồn, Đát Kỷ tâu với Trụ Vương rằng Khương hậu muốn ám hại Trụ vương, khiến Trụ vương tức giận phế Khương hậu và giam cầm bà. Khương hậu bèn khoét mắt minh oan rồi chết. Ân Giao biết tin, tức giận xông đến giết Đát Kỷ nhưng không thành. Đát Kỷ lo sợ, muốn diệt họa tận gốc bèn tâu truyền đem chém hai con của Khương hậu là Ân Giao và Ân Hồng. Hai tướng Phương Bật, Phương Tương bất mãn, giải cứu hai công tử rời khỏi Triều Ca. Trụ vương phái Tiều Điền, Tiều Lôi dẫn quân đuổi theo, bắt được hai công tử, đem về ngọ môn xử trảm.
Trong lúc chuẩn bị hành hình, có hai vị tiên của Xiển giáo là Quảng Thành Tử và Xích Tinh Tử bay ngang thấy vậy bèn cứu mạng hai anh em. Ân Giao được Quảng Thành Tử nhận làm đệ tử, dạy cho đạo thuật. Về sau, Ân Hồng được thầy là Xích Tinh Tử cho xuống núi giúp Chu diệt Trụ, nhưng lại nghe lời Thân Công Báo trợ giúp vua cha, chống lại sư phụ nên bị Khương Tử Nha giết chết. Ân Giao cũng được thầy phái xuống giúp Chu, lừa ăn phải bảy hạt đậu nên bị biến thành quái vật ba đầu sau tay, mặt xanh tóc đỏ, miệng đầy răng nanh. Ân Giao được Thân Công Báo khuyên bảo, quyết tâm giết Khương Tử Nha trả thù cho em trai rồi mới tính đến chuyện diệt Trụ.
Ân Giao dùng các pháp bảo được sư phụ ban cho là Phiên thiên ấn, Lạc hồn chung, Thư hùng song kiếm lần lượt chống trả Hoàng Phi Hổ, Hoàng Thiên Lộc, Hoàng Thiên Tước, Hoàng Thiên Tường, Na Tra, Dương Tiễn, Lôi Chấn Tử, Đặng Cửu Công vây công, bắt sống Hoàng Phi Hổ, Hoàng Thiên Hóa, đánh cho Na Tra bị thương nặng. Ân Giao biết được ngày xưa Hoàng Phi Hổ từng mở đường cho hai anh em trốn chạy, bèn thả cha con họ Hoàng để báo đáp ân tình. Dương Tiễn mời Quảng Thành Tử đến khuyên bảo, nhưng hai bên không ai thuyết phục được ai. Mâu thuẫn bùng nổ, Ân Giao dùng pháp bảo đánh bại Quảng Thành Tử, bị khép tội khi sư diệt tổ.
Quảng Thành Tử mượn các pháp bảo Thanh liên bảo sắc kỳ, Tô sắc vân giới kỳ, Ly địa diệm quang kỳ, Hạnh hoàng kỳ, cùng với Khương Tử Nha, Xích Tinh Tử, Nhiên Đăng đạo nhân, Văn Thù Quảng Pháp thiên tôn bày trận bắt được Ân Giao. Vốn khi xuống núi, Ân Giao có thề với Quảng Thành Tử rằng nếu không giữ lời phò Chu diệt Trụ sẽ bị lưỡi cày nát đầu, nên Nhiên Đăng cố tình dùng núi kẹp đầu Ân Giao, để Vũ Cát cày.
Ân Giao chết đi, âm linh không tắt, cố bay về Triều Ca báo mộng, khuyên Trụ vương cải tổ triều chính, phân công hiền tướng, bái tướng tài để chống lại quân Chu, nhưng do Đát Kỷ mê hoặc nên những lời nói của Ân Giao không khiến cho Trụ vương tỉnh ngộ. Linh hồn Ân Giao bất lực bay về đài Phong thần, được Khương Tử Nha phong làm Trị Niên Tuế quân Thái Tuế chi thần (值年歲君太歲之神).